# Киевский пролетарий (газета)
«Ки́евский пролета́рий» (укр. «Ки́ївський пролета́р») — щоденна робоча газета, що виходила в Києві російською мовою в 1920—1921 та 1925—1931 роках. Офіційний друкований орган Київського окружного (до 1925 року — губернського) комітету Комуністичної партії (більшовиків) України, окружної ради профспілок та Київської міської ради.

## Історія
Перший номер газети вийшов 26 грудня 1920 року. Газета являла собою друкований орган Київської губернської ради профспілок. Першим головним редактором газети був Панас Любченко. Редакція газети розміщувалася за адресою: Музичний провулок, 1. Загалом вийшло 177 номерів, останній — 12 серпня 1921 року, після чого об'єдналася з газетою «Коммунист» і виходила під назвою «Пролетарская правда».
20 червня 1925 року випуск газети було поновлено. Редакція газети розміщувалася за адресою: вул. Леніна, 19. Після 18 лютого 1931 року влилася як частина в газету «Пролетарська правда».